# 希瑟·阿米蒂奇
希瑟·阿米蒂奇（英語：Heather Armitage，1933年3月17日—），英国女子田径运动员。她曾代表英国参加1952年和1956年夏季奥林匹克运动会田径比赛，获得一枚银牌和一枚铜牌。